# John Daly (skeletonracer)
John Daly (Queens, 10 juni 1985) is een Amerikaans voormalig skeletonracer. Hij vertegenwoordigde zijn vaderland op de Olympische Winterspelen 2010 in Vancouver, 2014 in Sotsji en 2018 in Pyeongchang, maar behaalde hierbij geen medaille.

## Carrière
Bij zijn wereldbekerdebuut in Park City op 12 december 2009 eindigde Daly op de 14e plaats. Hij won geen wereldbekerwedstrijd. 
In 2010 nam Daly een eerste keer deel aan de OS in Vancouver en eindigde hij op de zeventiende plaats. Op het WK 2013 en het WK 2017 werd Daly met het Amerikaanse team wereldkampioen in de landenwedstrijd. Daly kwalificeerde zich ook voor de Olympische Winterspelen in 2014, waar hij vijftiende eindigde. In 2018 later nam Daly voor een derde keer deel aan de Olympische Spelen. In Pyeongchang was hij dit keer goed voor een 16e plaats.

## Resultaten
| Jaar | Plaats      | Resultaat |
| ---- | ----------- | --------- |
| 2010 | Vancouver   | 17e       |
| 2014 | Sotsji      | 15e       |
| 2018 | Pyeongchang | 16e       |

| Jaar | Plaats       | Resultaat              |
| ---- | ------------ | ---------------------- |
| 2011 | Königssee    | 17e 8e Landenwedstrijd |
| 2012 | Lake Placid  | 8e 4e Landenwedstrijd  |
| 2013 | Sankt Moritz | 5e · Landenwedstrijd   |
| 2017 | Königssee    | 17e · Landenwedstrijd  |

### Wereldbeker
| \| Seizoen \| Rang \| \| --------- \| ---- \| \| 2009/2010 \| 22e \| \| 2010/2011 \| 10e \| \| 2011/2012 \| 18e \| \| 2012/2013 \| 9e \| \| 2013/2014 \| 8e \| \| 2016/2017 \| 34e \| \| 2017/2018 \| 16e \| \| 2018/2019 \| / \| \| 2019/2020 \| / \| \| 2020/2021 \| / \| \| 2021/2022 \| 24e \| |      |
| Seizoen | Rang |
| 2009/2010 | 22e  |
| 2010/2011 | 10e  |
| 2011/2012 | 18e  |
| 2012/2013 | 9e   |
| 2013/2014 | 8e   |
| 2016/2017 | 34e  |
| 2017/2018 | 16e  |
| 2018/2019 | /    |
| 2019/2020 | /    |
| 2020/2021 | /    |
| 2021/2022 | 24e  |